# 大衛·席爾瓦
大衛·赫苏埃·希门尼斯·施華（西班牙語：David Josué Jiménez Silva，1986年1月8日—），退役西班牙職業足球員，司職中場。

## 球會生涯

### 瓦倫西亞
大衛·席爾瓦十四歲的時候參加皇家馬德里少年隊的選拔，卻因身高問題未能入選，其華倫西亞青年隊認為大衛.席爾瓦技術精湛，所以大衛.施華成功入選，成為瓦倫西亞的青訓球員。他於2005-06年球季被外借至西甲升班馬维戈塞尔塔，其間表現非常出色，上陣31場入4球，為該支飽受降班之苦的球隊取得歐洲足協杯資格。大衛·席爾瓦擁有出色的盤球及控球能力，前場上勝任多個位置，體能亦非常好，踢法與艾馬相似，2006-2007年球季他被瓦倫西亞收回，即將離隊的艾馬更推薦大衛·席爾瓦穿起他留下的21號球衣，「名正言順」地成為了瓦倫西亞的新艾馬。2008年8月，大衛·席爾瓦與瓦倫西亞續約，其年薪達250萬歐元，並助西班牙勇奪2008年歐國盃冠軍。後來瓦倫西亞為解財困，決定出售大衛比利亞與大衛席爾瓦兩大當家球星；2010年6月31日，大衛席爾瓦以2500萬英鎊轉會英超豪門曼城。

### 曼城
效力曼城時期都是曼城組織核心，左角球全都由席爾瓦開出，也負責不少自由球。2016年瓜迪奧拉入主後與德布勞內組成進攻雙核，展現強大攻擊力，17-19兩個賽季做為曼城主力改寫英超賽史單季最高分前兩名的紀錄。2018-19賽季結束後，原隊長孔帕尼離隊，原本擔任副隊長的席爾瓦正式接任此職，由於年紀老邁難以達到瓜迪奧拉的戰術要求，他也同時宣布這19-20將是他在曼城的最後一個賽季。

### 皇家社會
2019-20賽季結束後，席爾瓦選擇回國，加入西甲俱樂部皇家社會，簽約2年。
2020年9月20日，席爾瓦在球隊對上皇家馬德里的主場比賽中首次亮相。
2021年4月，皇家社会在因疫情延期举办的2019-20赛季西班牙国王杯决赛上以1-0击败毕尔巴鄂竞技，夺得冠军。席尔瓦在一个赛季内帮助两支不同的球队夺得杯赛冠军。
2023年7月27日，席爾瓦在季前訓練時不慎造成前十字韌帶損傷而提前宣布掛靴。

## 國家隊
2008年入選西班牙國家隊，出戰2008年歐洲國家盃。他在這屆歐洲國家盃四強賽取得了一個入球，協助國家隊晉級。最後亦成為該屆歐洲國家盃冠軍。
2010年随西班牙队出戰2010年世界杯，并最终夺冠。
2012年随西班牙队出戰2012年歐洲國家盃，在决賽中打入首球并最终完成連霸。

## 榮譽
華倫西亞
- 西班牙盃冠軍﹕2008年

 曼城
- 英格蘭超級聯賽：2011-12年、2013-14年 、2017-18年、2018-19年
- 英格蘭足總盃：2011-12、2018-19
- 英格蘭聯賽盃：2013-14、2015-16、2017-18、2018-19、2019-20
- 英格蘭社區盾：2012、2018、2019

 皇家社會
- 西班牙國王盃冠軍：2019–20賽季[5]

西班牙
- 世界盃冠軍﹕2010年
- 歐洲國家盃冠軍﹕2008年、2012年

## 軼聞
施華在進球後經常向天空飛吻、或者親吻自己的手臂，這一慶祝動作有著特殊的含義，這是在紀念他已經去世的表妹辛西婭。施華十五歲時，五歲的辛西婭因為癌症去世，他非常哀傷，如今每當施華去客場，行李箱裡依然會帶著辛西婭的照片。

## 至高榮譽
2019年曼城老隊長甘賓尼離隊時，球隊就宣布了為其建雕像的計劃。當席爾瓦離隊時也獲得了這樣的殊榮。這兩座雕像都在2021年揭幕。　　
曼城主席卡爾杜恩·阿勒·穆巴拉克說：“大衛是一個變革型的球員，一個安靜的領導者，激勵著他周圍的每個人。大衛的雕像將永遠提醒我們他給我們的美好時刻，他不僅是一名了不起的足球運動員，也是一名鼓舞人心的大使，他始終以崇高的尊嚴代表著足球俱樂部。”

## 外部連結
- Soccerway資料庫：大衛·席爾瓦
- 巴伦西亚官方網站 Valencia de C.F.（页面存档备份，存于）